# Sonya Blade
Sonya Blade là một nhân vật hư cấu trong sê-ri game Mortal Kombat của Midway Games. Sonya xuất hiện với tư cách là một trong 7 nhân vật gốc từ phần game đầu tiên năm 1992. So với các nhân vật gốc, cô xuất hiện muộn hơn khi nhà phát triển quyết định cần có một vai nữ trong game. Sonya vốn là chỉ huy trưởng của Quận lực Hoa Kỳ, sau này là của một quân đoàn thuộc chính phủ. Nhiệm vụ chính xuyên suốt game của Sonya là bắt giữ Kano và tiêu diệt băng đảng tội phạm Black Dragon của hắn. Trong những phần game sau, Sonya có thêm đồng nghiệp Jax Briggs và con gái Cassie Cage (con của cô và Johnny Cage) cùng tham gia hỗ trợ.